# Idrætsforeningen tst

idrætsforeningen tst [sic], tidligere tst 79, er den lokale idrætsforening i Tilst og True ved Århus. Foreningen blev oprettet i 1979 som en sammenlægning af områdets 2 idrætsforeninger, Tilst Boldklub og True-Skjoldhøj Idrætsforening.
I årene efter sammenlægningen hørte tst til en af Århusområdets største idrætsklubber med over 4500 medlemmer fordelt på 11 afdelinger.
Lokalemæssigt var klubben spredt på flere lokationer, Tilst Boldklubs gamle klubhus, Tilst gamle skole, den gamle skole i True og lokaler på Skjoldhøjskolen samt ved tennisbanerne. Et nyt klubhus var derfor et stort ønske for derigennem at samle klubbens medlemmer. Hovedbestyrelsen, der tiltrådte i 1988 lagde en slagplan for opførelsen af et nyt klubhus i tilknytning til Tilst Skole og Tilsthallen, der stod færdig i 1980 – året efter sammenlægningen. I januar 1993 kunne klubben så indvie det nye klubhus og 2 nye sportshaller på Tilst Skolevej 13A. Der var her tale om et af de første projekter, hvor privat og offentlig virksomhed gik sammen om udførelse af et byggeri, idet Århus Kommune stod for opførelsen af et bibliotek i tilknytning til skole og idrætscenter. Centret fik navnet tst Aktivcenter.
Foreningen har afdelinger for badminton, bordtennis, fodbold, gymnastik, håndbold, karate, line dance, løb, senioridræt, svømning, tennis og volleyball.